# Sâu róm sồi
Lymantria dispar là một loài bướm đêm trong họ Erebidae có nguồn gốc Eurasia. Ban đầu phân bố từ châu Âu đến châu Á, nó đã được du nhập vào Bắc Mỹ cuối thập niên 1860 và đã mở rộng phạm vi phân bố kể từ đó.
Trứng của loài bướm này đẻ trứng trên cành cây, nhưng cũng có thể tìm thấy trong nhà ở.

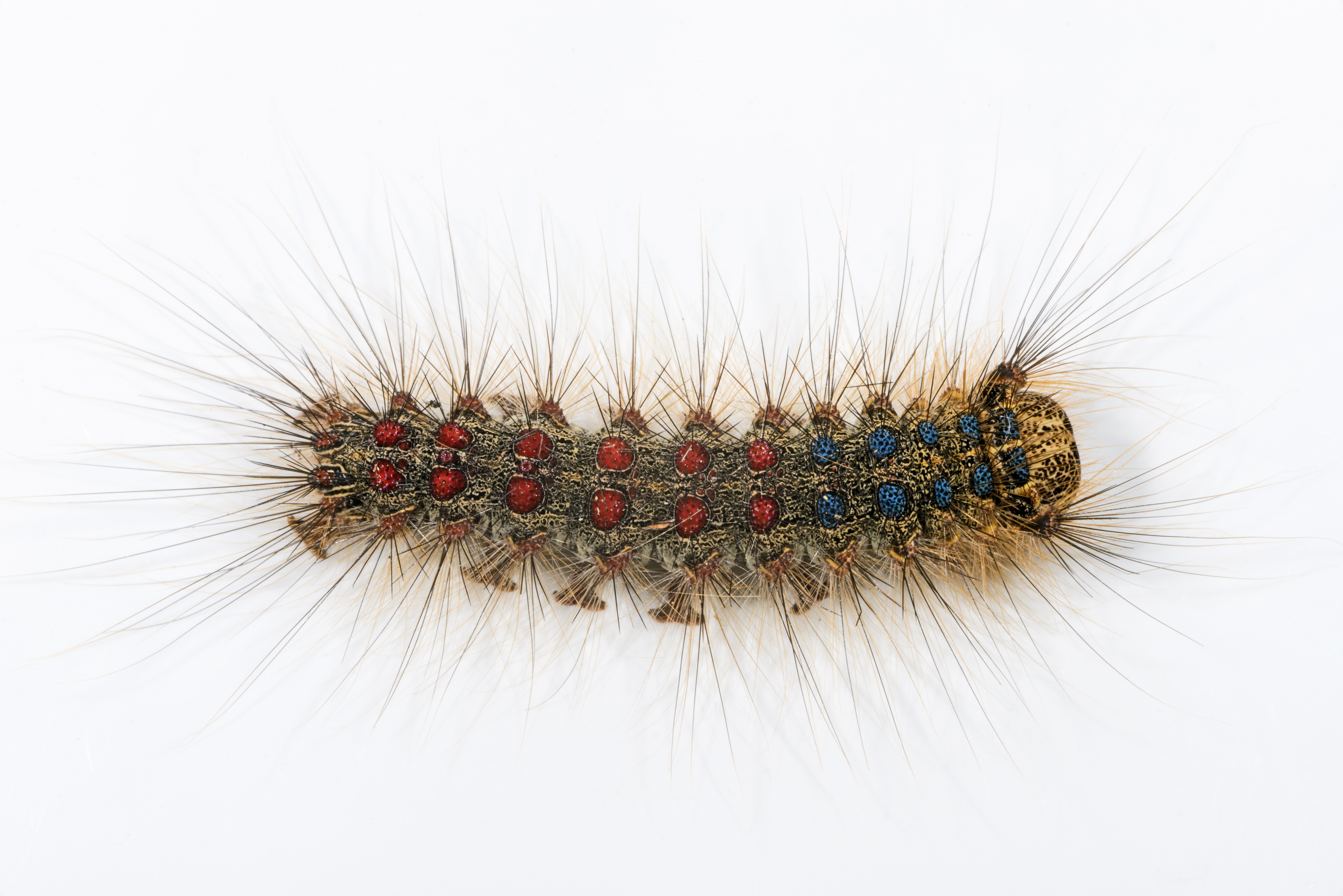
Sâu bướm

Con sâu lớn đầy đủ có chiều dài 40–50 mm (Porter, 1997).
Cánh trước con đực dào 20–24 mm còn của con cái dài 31–35 mm (Waring et al., 2003).

## Hình ảnh

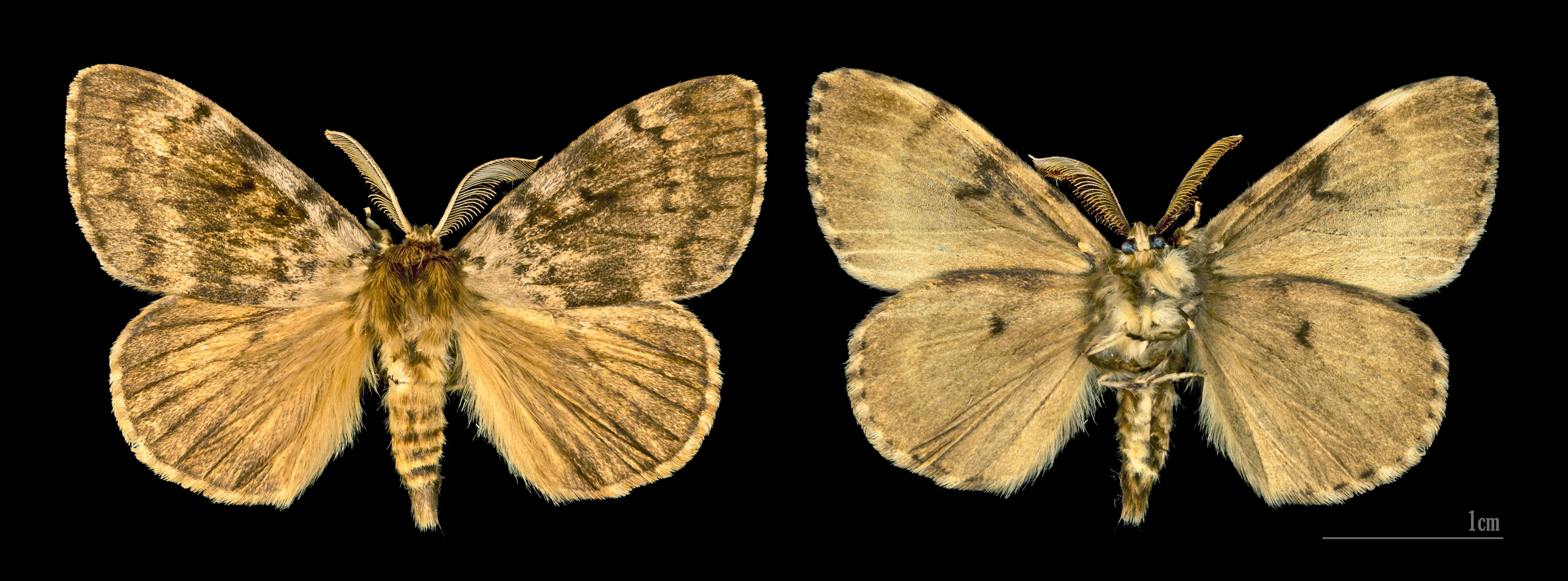
Lymantria dispar dispar ♂
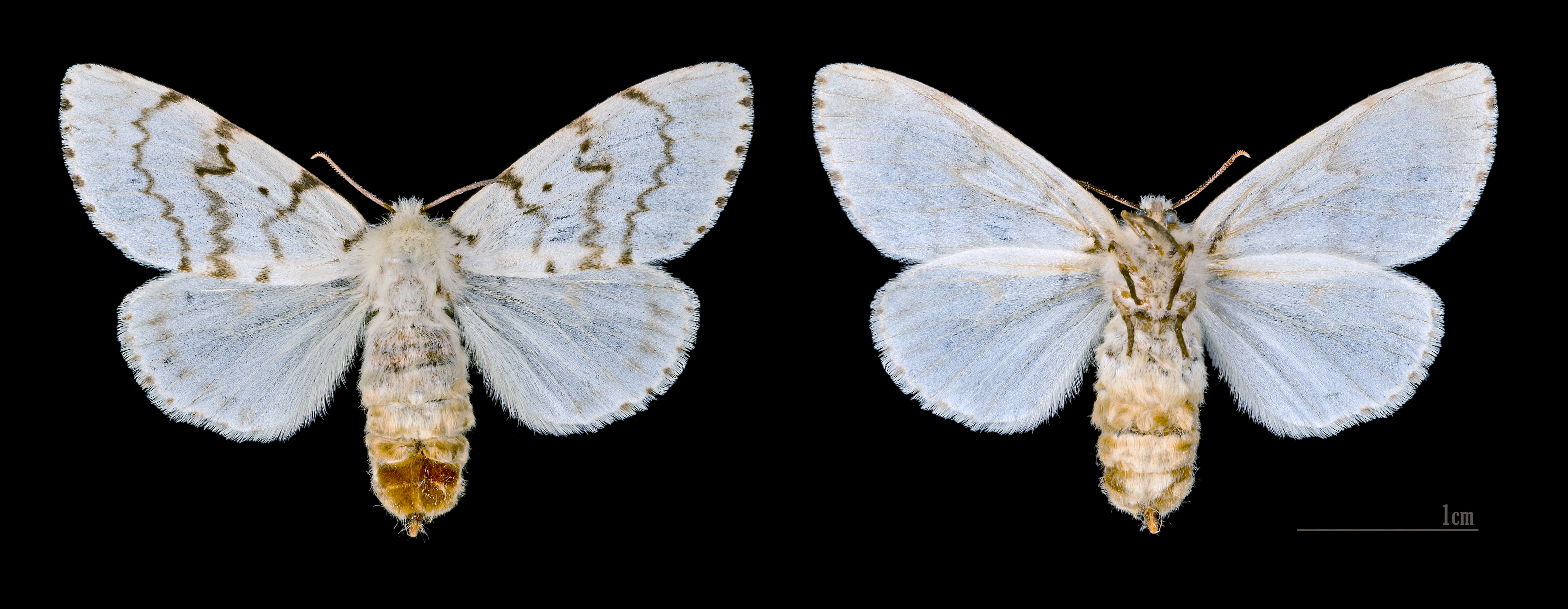
Lymantria dispar dispar ♀
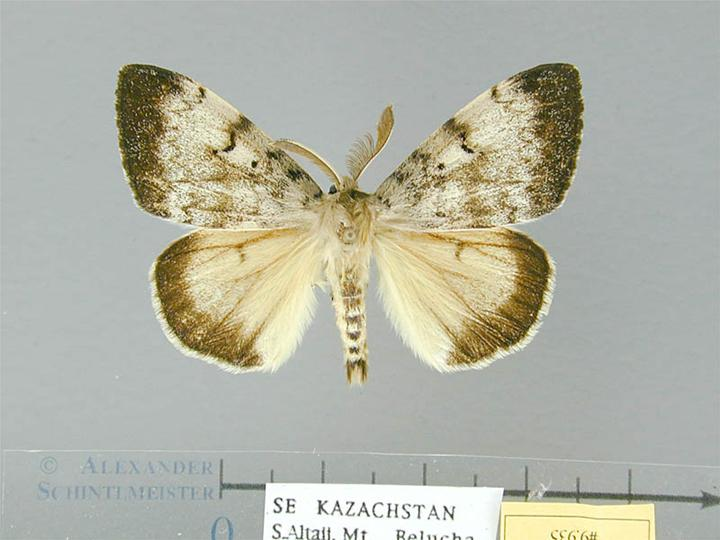
Lymantria dispar asiatica
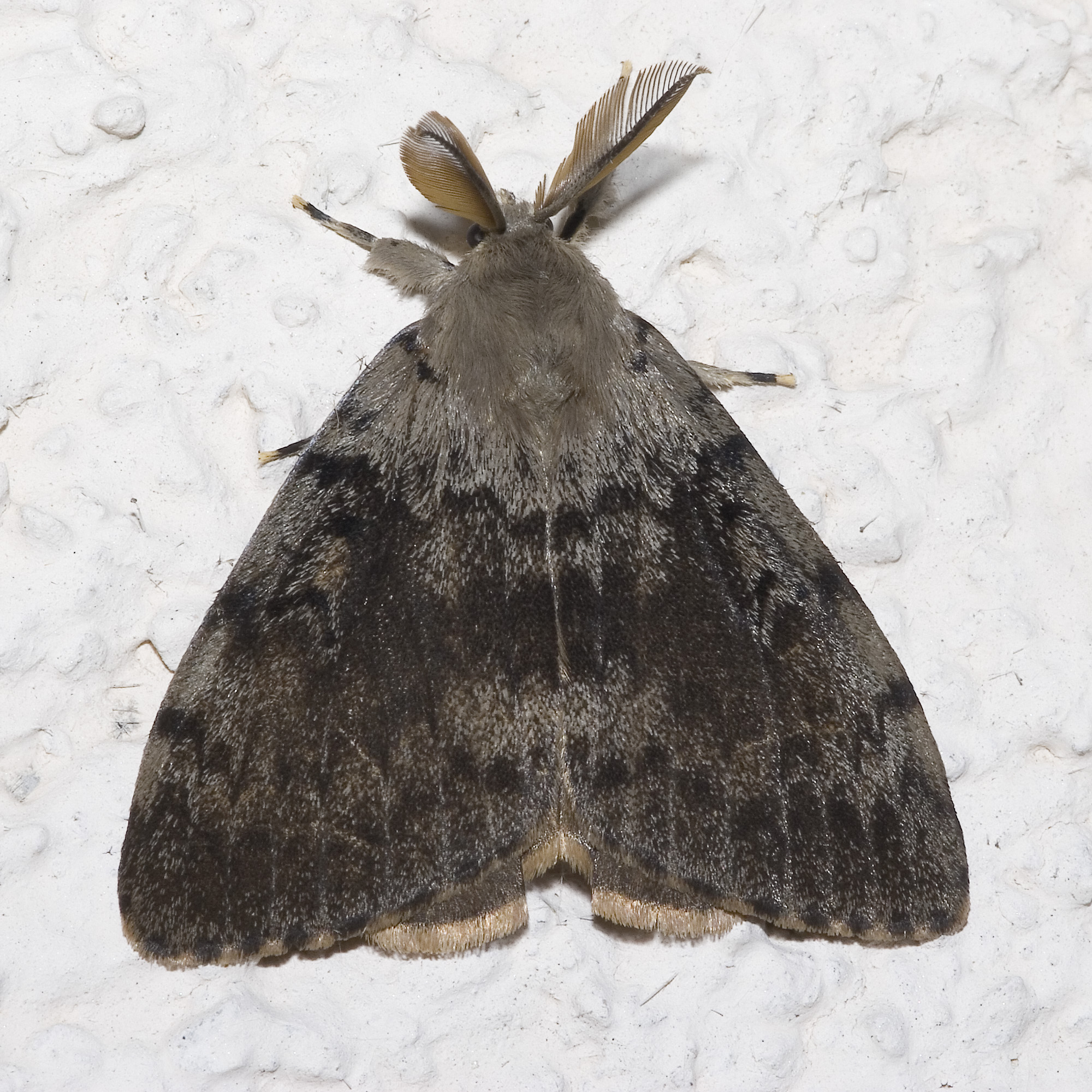
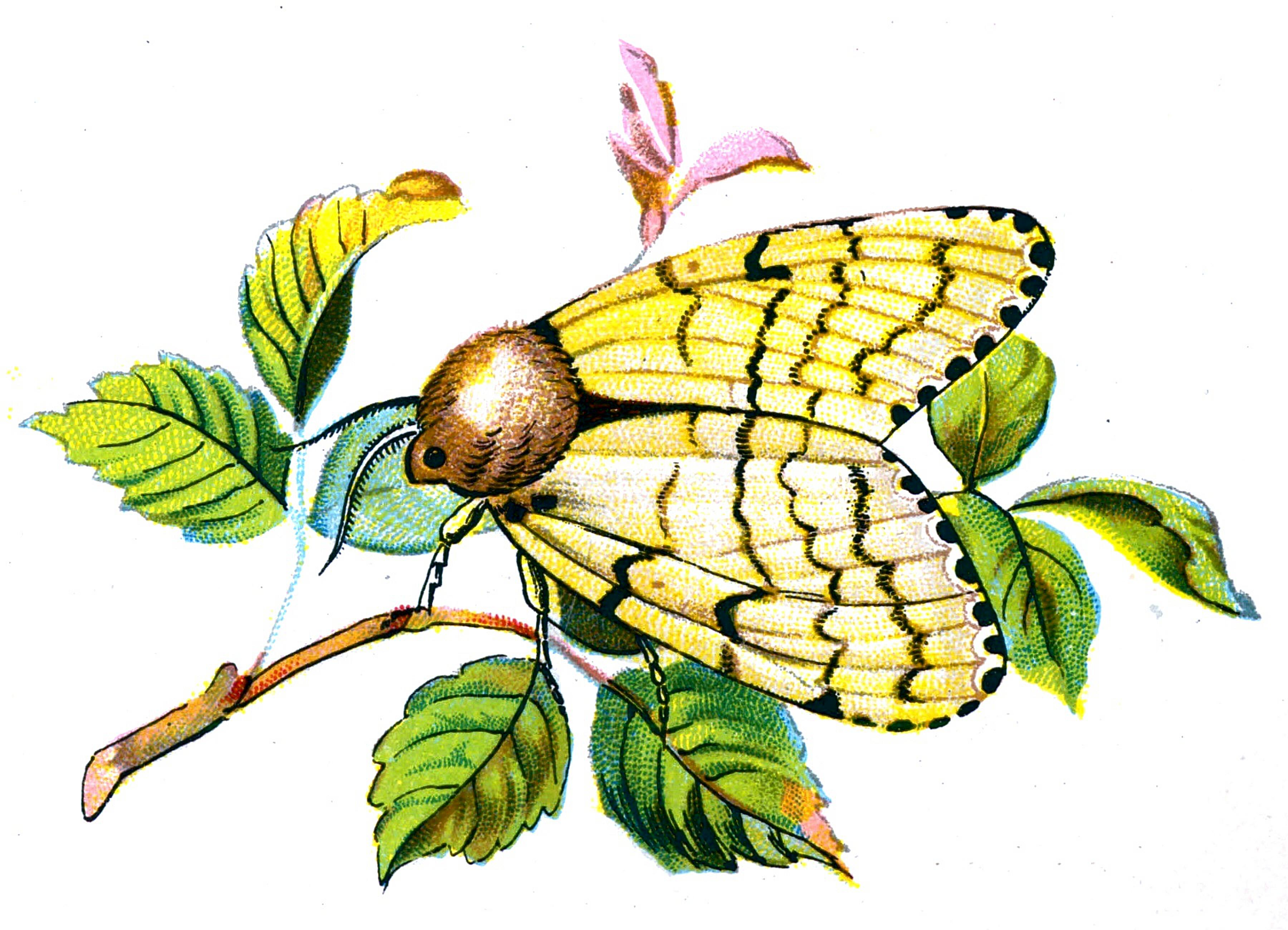
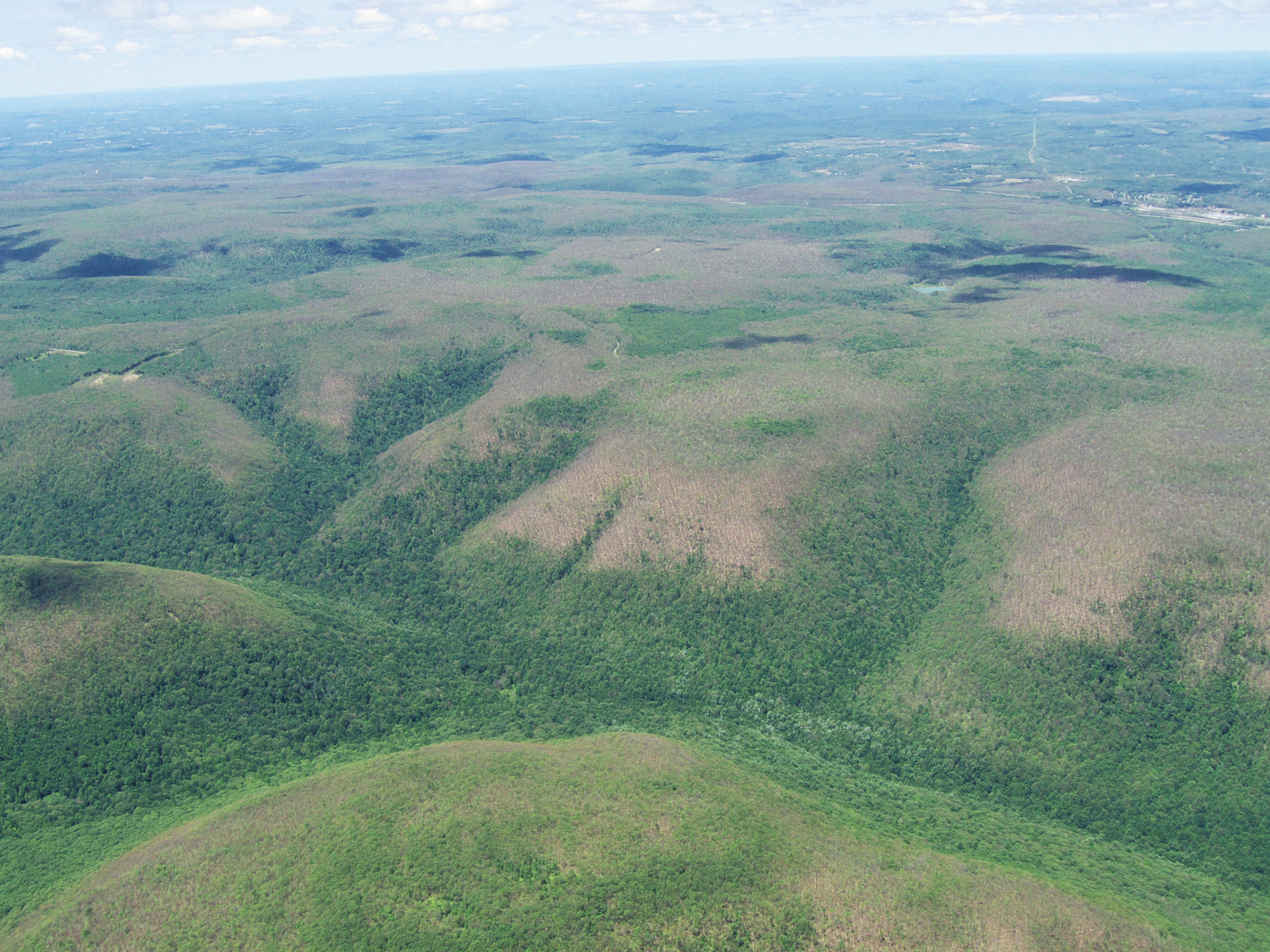